# مديرية وولي
منطقة وولي كانت إحدى المقاطعات الأربع في قسم أعلى النهر السابق في غامبيا. أصبح قسم أعلى النهر الآن يعرف بمنطقة حكومة باس المحلية. تأسست وولي كدائرة انتخابية برلمانية في عام 1962 وقُسمت إلى منطقة وولي الغربية ومنطقة وولي الشرقية في عام 1987. اشتق اسمها من المنطقة التاريخية ومملكة وولي الماندينكا السابقة. 

## التركيبة السكانية
| السنة | السكان |
| ----- | ------ |
| 1993  | 29541  |
| 2003  | 35856  |
| 2008  | 38678  |